# Chabuata albirena
Chabuata albirena là một loài bướm đêm trong họ Noctuidae.